# 100 Millionen im Eimer
100 Millionen im Eimer (Originaltitel: Cent briques et des tuiles) ist eine französisch-italienische Kriminalkomödie in Schwarzweiß aus dem Jahr 1965 von Pierre Grimblat. Das Drehbuch verfasste er selbst zusammen mit Clarence Weff. Die Hauptrollen sind mit Jean-Claude Brialy, Madeleine Barbulée, Michel Serrault und Marie Laforêt besetzt. Seine Weltpremiere hatte der Film am 9. April 1965 in Frankreich. In der Bundesrepublik Deutschland hatte er seine Premiere am 8. Dezember 1967. In der DDR konnte man den Film erstmals am 29. Mai 1971 unter dem Titel Der große Coup sehen.

## Handlung
Edelganove Marcel hat 20 Millionen Spielschulden bei seinen Kumpanen. Die Sorge um deren Begleichung soll ein perfekter, strategisch ausgeklügelter Überfall auf ein großes Kaufhaus genau am 24. Dezember beseitigen. Mit einem Fahrstuhlführer, einem Mechaniker und einem als Weihnachtsmann verkleideten Zuhälter wird der Kassenraub durchgeführt. Hindernisse über Hindernisse bereiten Marcel und seinen Kumpanen Sorgen. Die Beute wird von jugendlichen Amateuren gestohlen, wieder herbeigeschafft, aufgeweicht – weil die Millionen buchstäblich in einen Eimer voller Leim gefallen sind – und dann – hier erweist sich die Edeldirne Ida als sehr brauchbar – getrocknet. Aber die Polizei kommt doch hinter die Schliche der tölpelhaften Gauner. Für Marcel und Ida bedeutet dies, dass sie mit ihrer Hochzeit jetzt doch noch etwas warten müssen.

## Kritiken
Das Lexikon des internationalen Films bemerkt lapidar, bei dem Werk handle es sich um eine „überdrehte Kriminalkomödie mit vergnüglichen Einfällen.“ Der Evangelische Film-Beobachter zieht folgendes Fazit: „Ein kleines Lustspielchen um ein Gaunerquartett. Mit Gags wird nicht gespart, und Jean-Claude Brialy als Marcel trifft für diese Rolle genau den richtigen Ton. Die Kamera versuchte sich etwas manieriert zu geben, konnte aber doch die beabsichtigten Lacheffekte erzielen. Ein Filmchen für zwei Stunden der Entspannung.“ Die staatliche  Filmbewertungsstelle Wiesbaden erteilte dem Werk das Prädikat «Wertvoll».